# Prevršac
Prevršac falu Horvátországban, a Sziszek-Monoszló megyében. Közigazgatásilag Donji Kukuruzari községhez tartozik.

## Fekvése
Sziszek városától légvonalban 24, közúton 34 km-re délre, községközpontjától 3 km-re északnyugatra, a Samarica-hegység lábánál, a Zágrábot Hrvatska Kostajnicával összekötő 30-as számú főút mentén, a Sunja jobb partján, annak jobb oldali mellékvize, a Prevrška-patak mentén fekszik.

## Története
1347-ben a Nagy Lajos király cserével megszerezte és Subics Gergely és György comesnek, a Zrínyiek őseinek adta az innen délnyugatra található Zrin várát. Ettől kezdve a térség a Zrínyiek uralma alá tartozott. Miután 1463 nyarán a török egész Boszniát megszállta megsokasodtak a község területét érő török támadások is. Ez arra késztette a Zrínyieket, hogy megerősítsék a Kostajnica, Zrin, Komogovina és Gvozdanszkó váraiból álló védvonalat, amely egyúttal a család egyik legfontosabb bevételi forrását az ezüstbányákat védte. Prevršac várának építése 1470 körül kezdődött a település felett, melynek első írásos említése 1487-ben történt „possessio Prekowaraya” alakban. A vár helyén korábban Završki ódon, fából épített erőssége állt az egykori hűbérúr kúriájával. Mellette állt szolgálófaluja a középkori Završje, egykor jelentős település műhelyekkel, kereskedőkkel, fegyverraktárral, melynek régészeti feltárása még nem történt meg. Prevršac várát 1509-ben említik először egy Zrínyi III. Miklós és Karlovich János korbáviai gróf közötti örökösödési szerződés alkalmával, melyet az 1493-as tragikus véget ért korbávmezei csata akkorra már világossá vált következményei miatt kötöttek. A térséget ért török támadások ereje a 16. század közepén tovább fokozódott. A közeli Kostajnica már 1556-ban elesett, majd az 1577-es és 1578-as évek nagy harcaiban az egész térség török kézre került. A várak sorsáról a korabeli források eltérően tudósítanak. Az egyik szerint 1578-ban a török Zrint, Komogovinát és Pervšacot is lerombolta, míg mások szerint néhány várat, (köztük Pervšacot) maguk a Zrínyiek romboltak le, amikor látták a török túlerővel szemben nem tudják megvédeni őket.
A mai falu török kiűzése után betelepített falvak közé tartozik. Az 1683 és 1699 között zajlott felszabadító harcokat a karlócai béke zárta le, melynek eredményeként a török határ az Una folyóhoz került vissza. Az első pravoszláv népesség 1690 körül érkezett. Ők Boszniából a bosanska dubicai moštanicai monostor szerzeteseivel és Ljubojević Atanáz metropolita vezetésével érkeztek és megalapították a közeli komogovinai pravoszláv kolostort. 1696-ban a szábor a bánt tette meg a Kulpa és az Una közötti határvédő erők parancsnokává, melyet hosszas huzavona után 1704-ben a bécsi udvar is elfogadott. Ezzel létrejött a Báni végvidék, horvátul Banovina, vagy Banja. Az osztrák generálisok azonban védelmi célból a Zrínyi-hegység vidékére a török határövezetből érkezett pravoszláv katonákat, köznevükön martalócokat telepítettek be azokat, akik korábban török szolgálatban éppen a horvát falvak és városok fosztogatását végezték. Ekkor már nemcsak a határövezetből, hanem Hercegovina, Nyugat-Szerbia, Montenegró, Koszovó és Metohija, valamint Bosznia más vidékeiről is számos szerb család érkezett. Ezzel e vidék etnikai összetétele véglegesen megváltozott.
A falvak legnagyobb része a 18. század elején és közepén alakult ki. Fejlődésük a 18. század második felében Károlyvárosból Glinán és Petrinyán át Kostajnicára menő főút megépítésének és a forgalom újbóli megindulásának köszönhető. A falu 1773-ban az első katonai felmérés térképén „Dorf Preversacz” néven szerepel. Lipszky János 1808-ban Budán kiadott repertóriumában szintén „Preversacz” a neve.  Nagy Lajos 1829-ben kiadott művében ugyancsak „Preversacz” néven 42 házzal és 219 lakossal szerepel. A Petrinya központú második báni ezredhez tartozott. 1857-ben 149, 1910-ben 279 lakosa volt. A katonai közigazgatás megszüntetése után Zágráb vármegye részeként a Petrinyai járáshoz tartozott. 1918-ban az új szerb-horvát-szlovén állam, majd később Jugoszlávia része lett.
Különösen nehéz időszakot élt át a térség lakossága a II. világháború alatt. 1941-ben a németbarát Független Horvát Állam része lett, de a lakosság egy része felkelt az új rend ellen. A délszláv háború előtt csaknem teljes lakossága (94%) szerb nemzetiségű volt. 1991. június 25-én a független Horvátország része lett. A délszláv háború idején szerb lakossága a szerb erőkhöz csatlakozott. A Krajinai Szerb Köztársasághoz tartozott. A falut 1995. augusztus 7-én a Vihar hadművelettel foglalta vissza a horvát hadsereg. A szerb lakosság többsége elmenekült és helyükre a boszniai Szávamentéről, Közép-Boszniából és Banja Luka környékéről horvát lakosság érkezett. A településnek 2011-ben 120 lakosa volt.

## Népesség
| Lakosság változása | Lakosság változása | Lakosság változása | Lakosság változása | Lakosság változása | Lakosság változása | Lakosság változása | Lakosság változása | Lakosság változása | Lakosság változása | Lakosság változása | Lakosság változása | Lakosság változása | Lakosság változása | Lakosság változása | Lakosság változása |
| ------------------ | ------------------ | ------------------ | ------------------ | ------------------ | ------------------ | ------------------ | ------------------ | ------------------ | ------------------ | ------------------ | ------------------ | ------------------ | ------------------ | ------------------ | ------------------ |
| 1857               | 1869               | 1880               | 1890               | 1900               | 1910               | 1921               | 1931               | 1948               | 1953               | 1961               | 1971               | 1981               | 1991               | 2001               | 2011               |
| 149                | 136                | 125                | 182                | 260                | 279                | 290                | 288                | 278                | 283                | 276                | 255                | 236                | 207                | 159                | 120                |

## Nevezetességei
Prevršac várának romjai a falutól délnyugatra emelkedő erdős magaslaton találhatók. A vár szabálytalan trapéz alaprajzú, melynek hosszabbik párhuzamos oldala mintegy 30, rövidebbik pedig 18 méter. A kis méretű várak közé tartozott. Története során többször átépítették, illetve bővítették, melyet a másik Zrínyi várhoz Gvozdanszkóhoz hasonlóan gyakran tapasztalt itáliai mesterek irányítottak. Ez magyarázza a két vár közötti hasonlóságokat. Védelmi rendszerének alapja klasszikus vár, egyenes falszakaszokkal, megerősítve kerek, félköríves és szögletes tornyokkal, melyek elősegítették a korabeli ostromeszközök elleni hatékony védelmet. Kostajnica várának 1556-os eleste után a felperzselt föld taktikáját követve valószínűleg maguk a Zrínyiek rombolták le, nehogy a török támaszpontként használhassa. A karlócai béke után már rom volt. Falai az erdős magaslat tetején helyenként ma is emeletnyi magasságban állnak. 